# مردی که اسب شد
مردی که اسب شد فیلمی به کارگردانی و نویسندگی امیرحسین ثقفی محصول سال ۱۳۹۳ است. این فیلم در استان‌های مازندران، گیلان و گلستان فیلمبرداری شده است.

## بازیگران
- بهمن صادق‌حسنی
- سیداحمد محمدی
- مزدک میرعابدینی
- محمود نظرعلیان
- لوون هفتوان
- ملیسا ذاکری
- مهتاب سعیدی
- میثم غنی‌زاده